# Fehérfülű földirigó
A fehérfülű földirigó (Geokichla schistacea)  a madarak osztályának verébalakúak (Passeriformes) rendjébe és a rigófélék (Turdidae) családjába tartozó faj.

## Rendszerezése
A fajt Adolf Bernard Meyer német ornitológus írta le 1884-ben, a Geocichla nembe Geocichla schistacea néven. Egyes szervezetek a Zoothera nembe sorolják Zoothera schistacea néven.

## Előfordulása
Indonéziához tartozó Tanimbar-szigetek területén honos. Természetes élőhelyei a szubtrópusi vagy trópusi síkvidéki esőerdők. Állandó, nem vonuló faj.

## Megjelenése
Testhossza 17 centiméter.

## Életmódja
Kisebb csapatban, a talajon keresi táplálékát.

## Természetvédelmi helyzete
Az elterjedési területe mérsékelten kicsi és a fakitermelési nyomán még ez is csökken, egyedszáma szintén csökken. A Természetvédelmi Világszövetség Vörös listáján mérsékelten fenyegetett fajként szerepel.